# Heteronyx fraserensis
Heteronyx fraserensis är en skalbaggsart som beskrevs av Blackburn 1892. Heteronyx fraserensis ingår i släktet Heteronyx och familjen Melolonthidae. Inga underarter finns listade i Catalogue of Life.